# Adrian Ramsay

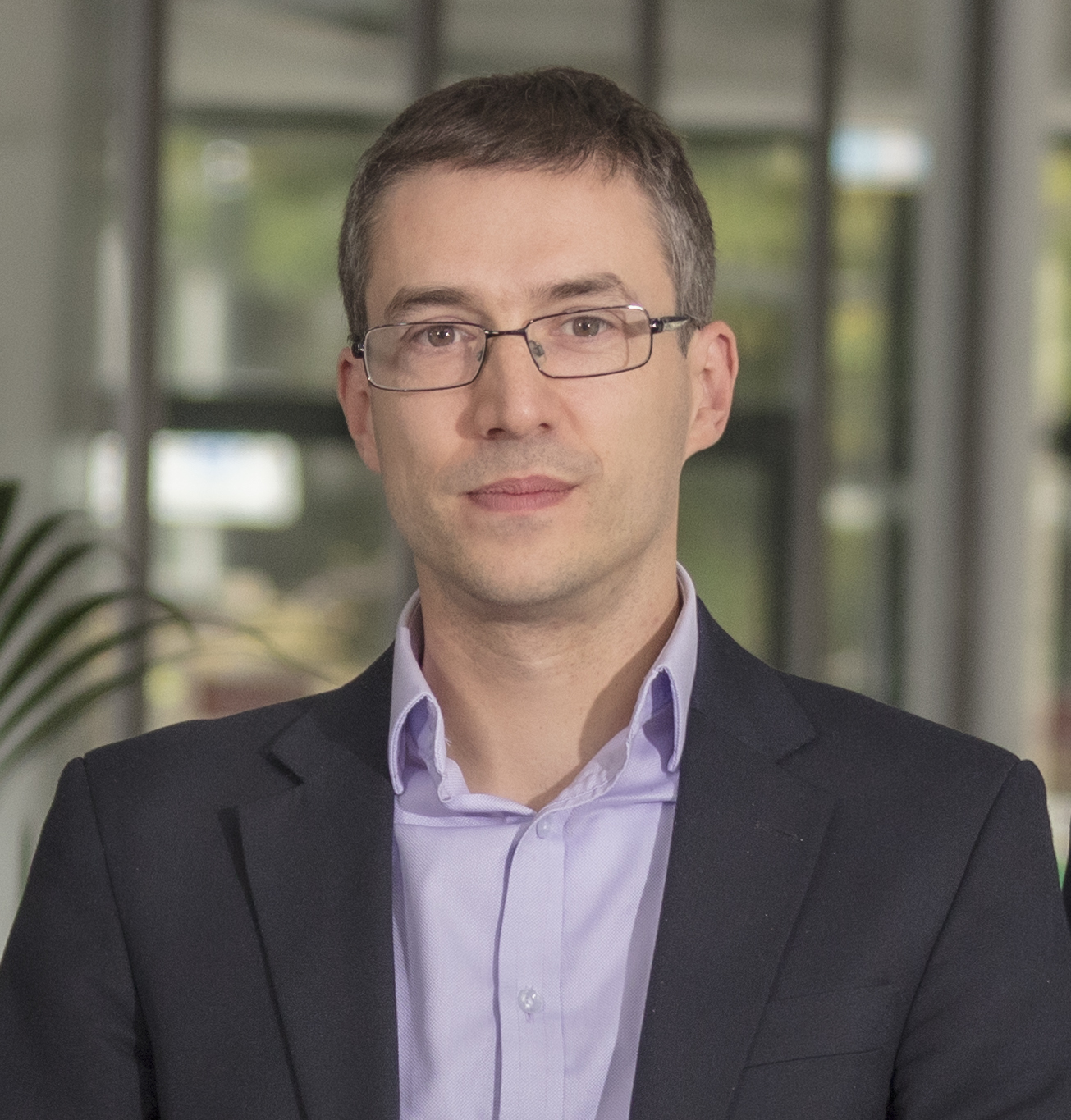
Adrian Ramsay, 2022

Adrian Philip Ramsay (Norwich, 1981) is een Brits politicus voor de Green Party of England and Wales. Hij is sinds 2021 samen met Carla Denyer co-leider van de partij en sinds 2024 lid van het Lagerhuis voor Waveney Valley. Daarvoor was hij van 2008 tot 2012 plaatsvervangend leider van de Green Party. Van 2003 tot 2011 was hij gemeenteraadslid in Norwich. 

## Biografie
Ramsay werd geboren en groeide op in Norwich. Hij studeerde politieke wetenschappen aan de University of East Anglia. Hij werkte van 2014 tot 2019 als chief executive van het Centre for Alternative Technology en werd in 2019 CEO van MCS Charitable Foundation.

## Politieke loopbaan
Ramsay werd in mei 2003 voor de Green Party verkozen in de gemeenteraad van Norwich. Met zijn 21 jaar was hij een van de jongste raadsleden in Groot-Brittannië. Hij werd in 2004 en 2007 herkozen, en was in 2010 in de raad leider van de oppositie tegen een Labour gemeentebestuur. Bij de lokale verkiezingen van 2011 stelde hij zich niet herkiesbaar.
Ramsay was in de algemene verkiezingen van 2005 en 2010 namens de Green Party zonder succes kandidaat voor het Lagerhuis in het kiesdistrict Norwich South. Hij was in 2010 medeorganisator van de succesvolle campagne van partijleider Caroline Lucas om in Brighton verkozen te worden tot het eerste Lagerhuislid van de Green Party.
Ramsay werd in 2008 verkozen tot plaatsvervangend leider van de Green Party; hij werd herkozen in 2010. Hij werd gezien als een mogelijke opvolger van Caroline Lucas als partijleider, maar stelde zich in 2012 niet kandidaat voor de leiderschapsverkiezingen en was ook niet herkiesbaar als plaatsvervangend leider. Hij nam enkele jaren afstand van de politiek.
In 2021 werd Ramsay samen met Carla Denyer, raadslid in Bristol, verkozen tot co-leider van de Green Party. Hij zei dat het zesde IPCC Assessment Report hem had gemotiveerd om terug te keren in de politiek. Ramsay en Denyer gaven aan als co-leiders de nadruk te zullen leggen op  professionaliseren van de partij, het winnen van een tweede zetel in het Lagerhuis, en een eerste zetel in de Senedd, het regionale parlement van Wales.
Bij de Lagerhuisverkiezingen van 4 juli 2024 werd Ramsay gekozen in het kiesdistrict Waveney Valley, op de grens van Norfolk en Suffolk. Ook Carla Denyer werd Lagerhuislid voor het district Bristol Central. Ramsay werd het eerste mannelijke parlementslid ooit voor een Groene partij in het Verenigd Koninkrijk.